# Listă de municipalități din statul Baja California Sur
Statul federal mexican Baja California Sur este subdivizat în 5 municipalități conform originalului din spaniolă, municipios. 

## Municipalități
| Cod INEGI | Municipalitate | Sediul municipalității | Populație (în 2010) | Suprafață (în km2) |
| --------- | -------------- | ---------------------- | ------------------- | ------------------ |
| 001       | Comondú        | Ciudad Constitución    | 70.816              | 18.354,82          |
| 002       | Mulegé         | Santa Rosalía          | 59.114              | 32.000,37          |
| 003       | La Paz         | La Paz                 | 251.871             | 15.397,36          |
| 008       | Los Cabos      | San José del Cabo      | 238.487             | 3.750,93           |
| 009       | Loreto         | Loreto                 | 16.738              | 4.418,98           |

## Istoric
Statul Baja California Sur a fost creat în anul 1974 prin divizarea fostului stat Baja California, care ocupa anterior întrega peninsulă omonimă, Peninsula Baja California.
Divizarea administrativă peninsulei Baja California a rezultat în existența a două state federale mexicane, Baja California și Baja California Sur. Statul nou creat atunci, Baja California Sur, a fost divizat direct în cele cinci municipalități în care este divizat și astăzi.